# Grevillea ilicifolia
Grevillea ilicifolia är en tvåhjärtbladig växtart. Grevillea ilicifolia ingår i släktet Grevillea och familjen Proteaceae.

## Underarter
Arten delas in i följande underarter:
- G. i. ilicifolia
- G. i. lobata